# Michel Proot
Michel Proot, né le 11 avril 1953 à Tournay, est un tueur en série et pyromane belge. Ancien sapeur-pompier, il a commis trois meurtres, entre 1980 et 1994, le premier en Belgique et les deux autres en France,.
Proot commet son premier meurtre, en août 1980, en tuant un rentier de 64 ans. Condamné à 20 ans de travaux forcés, il est libéré en 1988 et déménage en France, en 1990,.
Souffrant de difficultés financières, il tue son épouse, en octobre 1993, avec le même mode opératoire, puis dissimule le corps dans son jardin. Il tue ensuite une amie sexagénaire, en février 1994, qu’il fait passer pour son épouse. Pour ces faits, Proot sera condamné à la réclusion criminelle à perpétuité,,,.
Après une première tentative d’évasion à l’explosif, en juin 1995, il tentera de nouveau de s’évader, en décembre 2007, sans y parvenir,,.

## Biographie
Michel Proot naît le 11 avril 1953, à Tournay, en Belgique, dans le Brabant.
En 1972, alors qu’il a 19 ans, son frère cadet, Daniel Proot, se suicide par arme à feu. La mère de Proot est très affectée par cet évènement et sombre dans l’anorexie, jusqu’à en mourir, en 1973. Également affecté par ces décès, Proot se met à changer de comportement et développe une haine à l’égard de familles heureuses.
En 1973, à 20 ans, Proot s’engage dans l’armée belge, en tant que para-commando. Il intègre ensuite le régiment des sapeurs-pompiers de Bruxelles. À cette période, il rencontre Françoise Brissaud-Desmaillets, 30 ans, avec qui il se marie, en 1975. Proot la décrira comme étant « la seule femme ayant compté dans sa vie ». Fonctionnaire à la CEE et érudite, Françoise déplaît à la famille Proot. Ces hostilités n’empêche cependant pas le couple de rester ensemble,,,.
En 1979, Proot incendie plusieurs habitations. Il est finalement démasqué, après avoir allumé incendié la maison d’un gradé pour se venger de celui-ci. Échappant à des poursuites judiciaires, Proot est renvoyé de son poste et se retrouve au chômage. Il a alors 26 ans,,,.

### Premier meurtre en Belgique et détention
Le 14 août 1980, Proot tue Paul Bail, un rentier retraité de 64 ans, à Genval. Il l’étrangle en le garrottant, à l’aide d’un lacet, puis dissimule le corps dans la voiture de la victime. La famille de Bail s’inquiète rapidement de ne pas le voir rentrer et décide de prévenir la police. S’agissant d’une personne notable, une enquête est directement ouverte pour disparition. Les enquêteurs sont dépêchés sur les lieux et fouillent tous les recoins de la ville. Trois jours plus tard, la voiture de Bail est découverte, stationnée sur un parking voisin. À l’intérieur du coffre, est découvert le corps du rentier. L’autopsie réalisée conclue à une strangulation par garrot, une méthode utilisé par les sapeurs-pompiers et les forces de l’ordre. En se penchant sur l’entourage de Bail, les enquêteurs découvrent que Proot a exercé dans ce métier et que celui-ci semblait fasciné par ses revenus,,,,,.
Proot est arrêté, le 18 août 1980, et placé en garde à vue. Il réfute d’abord se culpabilité, avant de reconnaître être à l’origine de la mort du rentier. Convaincu de Bail possédait de l’argent sur lui, Proot raconte lui avoir tendu un piège pour lui voler. Il réfute cependant toute préméditation concernant le meurtre : selon lui, la situation aurait dégénéré, au point de terminer en meurtre. À l’issue de sa garde à vue, Proot, 27 ans, est inculpé d’assassinat et placé en détention provisoire.
Proot comparaît, en janvier 1983, devant la Cour d'assises du Brabant wallon. L’accusé reste sur ses positions, en évoquant toujours un vol ayant mal tourné. La Cour réfute cependant les explications de l’ancien pompier, qualifié de menteur et de « malhonnête ». L’avocat général va même jusqu’à requérir la peine mort à l’encontre de l’accusé. Proot bénéficie de circonstances atténuantes et est condamné à 20 ans de travaux forcés,,,,.
En 1984, alors que Proot purge sa peine, Françoise se lasse de son absence et décide de divorcer. Après avoir contracté une hystérectomie, en 1988, elle devient incapable de travailler et se voit contrainte de prendre une retraite anticipée. Étant éligible à une libération conditionnelle au moment de l’accident — en Belgique, celle-ci est possible au tiers de la peine —, Proot demande à être libéré pour pouvoir s’occuper de Françoise. Sa demande est accordée,,.

### Libération et assassinats en France
Proot est libéré en 1988, après 8 ans de détention, et retourne vivre avec Françoise. Il est âgé de 35 ans. En raison de son passé judiciaire, Proot peine à retrouver un emploi stable pour subvenir aux besoins du couple,,,,.
Au début de 1990, Proot et Françoise quittent la Belgique pour s’installer en France, à Saint-Thomas-de-Conac. Il trouve alors un emploi dans la restauration de tableaux. Ses voisins le décrivent comme « serviable », du fait de sa volonté d’aider les autres. Sa nationalité belge lui vaut d’être surnommé « le Belge ». Après un rétablissement de santé, Françoise quitte de nouveau Proot pour s’établir à Toulon. De son côté, Proot ne gagne pas suffisamment d’argent pour subvenir à ses besoins. Il se sert alors de la retraite de Françoise pour se payer certaines dépenses. N’acceptant pas ses dépenses futiles [pour la plupart], celle-ci décide de le bloquer l’accès à ses comptes bancaires, à l’automne 1993,,,.
Dans la soirée du 25 octobre 1993, Proot se rend au domicile de Françoise pour la raisonner. Il lui demande de lui prêter de l’argent pour faire face à ses difficultés financière, mais celle-ci refuse. De la même manière qu’il avait procédé treize ans plus tôt, Proot tue Françoise par strangulation en garrot, à l’aide du même type de corde. Il remet en ordre le domicile de sa victime puis charge le corps dans sa voiture, avant de rentrer à son domicile de Saint-Thomas-de-Conac. Ayant déjà creusé une tranchée, il place le corps de Françoise dedans, avant de l’enterrer. Après avoir commis son crime, Proot fait croire à un départ volontaire de son ancienne épouse. Pour éviter que les proches s’inquiètent, il envoie plusieurs lettres, dans lesquelles il se fait passer pour Françoise, et fait croire à un départ en Afrique. La thèse du départ volontaire finit cependant par s’effriter, au fil des mois : sa famille s’inquiète de ne pas la voir et ses médeins souhaiteraient prendre rendez-vous. Proot se retrouve alors dans une situation critique,,,,.
Dans l’après-midi du 19 février 1994, Proot téléphone à Blanche Vicherat, une amie retraitée de 67 ans, pour lui demander s’il peut passer chez-elle. La retraitée lui répond avoir besoin d’accrocher un masque à son mur et lui demande s’il veut bien s’en occuper. Proot accepte la demande de Blanche et se rend chez la retraitée. Profitant d’un moment d’inattention de la veille dame, Proot lui injecte des barbituriques de type phénobarbital dans son verre. Après avoir bu, Blanche tombe de fatigue et s’endort profondément. Proot charge alors la retraitée dans sa voiture puis la ramène jusqu’à son domicile. Après la tombée de la nuit, il prend la voiture de Françoise et charge Blanche à la place passager avant. Il roule jusqu’à un bois, laisse sa victime dans la voiture puis incendie celle-ci à l’aide d’essence. Toujours vivante et endormie, Blanche décède brûlée vive. À la suite de son crime, Proot retourne chez lui puis part en direction de Bordeaux avec sa voiture puis part faire plusieurs achats pour se fournir un alibi,,,,.

### Arrestation, enquête et tentative d’évasion
Le 20 février 1994, à 5 heures du matin, un automobiliste découvre la voiture incendiée et prévient les pompiers. Dans les débris d’incendie, est découvert un corps calciné à la place passager avant. En plus de cela, il est découvert que l’incendie a été provoqué par de l’essence, alors que la voiture fonctionne au diesel. La police est prévenue de cette découverte et ouvre une enquête pour meurtre, incendie volontaire et destruction du bien d’autrui,,.
Le matin-même, Proot téléphone à la police pour signaler le vol de la voiture de Françoise, en indiquant qu’il s’agit de la sienne. On lui demande alors de se présenter directement au commissariat de Saintes pour pouvoir déposer plainte. Un lien est cependant fait avec la découverte du corps, lorsque le fichier des cartes grises révèle que la voiture appartient bien à Françoise,,,,.
Au commissariat, Proot est interrogé sur le vol présumé de sa voiture. Les gendarmes lui disent cependant que la voiture appartient à Françoise. Proot répond alors que celle-ci lui a donné sa voiture, du fait de sa santé. Lorsque les policiers lui apprennent qu’un corps a été découvert dans la matinée, Proot s’effondre en larmes. Il lâche cependant que l’incendie a pu se provoquer par le dysfonctionnement de son allume-cigare et que le feu se serait déclenché à cause de la présence bidons d’essence non-bouchés à l’arrière de la voiture. Le comportement de Proot, jugé plus que suspect, lui vaut d’être placé en garde à vue. Interrogé sur son emploi du temps de la veille, Proot dit être parti de chez-lui vers 21h, avant d’arriver à la Gare de Bordeaux, vers 22h, pour ramener Françoise chez-elle. Il affirme avoir attendu à la gare jusqu’à 3 heures du matin, sans avoir pu trouver son ancienne épouse. Pour justifier son alibi, Proot brandit tous les tickets des ses achats. Cet argument laisse perplexes les policiers, qui suspectent une conservation délibérée de ces tickets : le fait qu’il ait conservé les tickets laisse penser qu’il a des choses à se reprocher. L’alibi n’est pas convaincant, d’autant que les gendarmes découvrent des failles dans l’emploi du temps de Proot : celui-ci a pu, sans difficultés, faire deux fois l’aller-retour de Bordeaux à Saint-Thomas-de-Conac. La préméditation du meurtre ne fait alors aucun doute,,,,.
Dans la soirée du 21 février 1994, Proot, 40 ans, est mis en examen pour assassinat, incendie volontaire et destruction du bien d’autrui, en état de récidive. Il est placé en détention provisoire au Centre pénitentiaire de Bordeaux-Gradignan,,,.
Le lendemain, les résultats de l’autopsie tombent : la victime est morte dans l’incendie, après avoi été droguée par des barbituriques de type phénobarbital. Lorsqu’il s’aperçoit que la victime possède un utérus et des ovaires, le médecin légiste conclue qu’il ne peut s’agir de Françoise Brissaud-Desmaillets. Ayant subit une hystérectomie, Françoise ne possède plus d’utérus, ni d’ovaire. Pour mettre un nom sur le corps, les enquêteurs sollicitent la presse, qui se délecte de ce fait divers. Deux jours plus tard, un homme téléphone à la police pour signaler que la victime pourrait être sa mère, Blanche Vicherat, disparue depuis le 19 février 1994, et que celle-ci est une connaissance de Proot. Les enquêteurs décident alors de comparer le dossier dentaire de la victime et confirment que le corps appartient à Blanche Vicherat. Lorsqu’il est interrogé, Proot dit avoir été appelé par la vieille dame, le jour des faits, pour faire des travaux à son domicile, mais dit être reparti chez lui après la prestation. Cette version est mise à mal cette, lorsque la téléphonie est analysée : c’est, en réalité, Proot qui a appelé Blanche,,.
En ce qui concerne Françoise, les policiers interrogent les voisins de la disparue et l’entourage de Proot. Ils sont surpris d’apprendre que nul n’a vu Françoise depuis octobre 1993. Une perquisition est menée à son domicile de Toulon, mais celui-ci semble inoccupé depuis plusieurs mois. En plus de cela, les enquêteurs découvrent le sac à main et les lunettes de la disparue. La famille de Françoise est interrogée et affirme avoir reçu des lettres parmi lesquelles la disparue serait partie en Afrique. Après vérification, les enquêteurs découvrent que les lettres ont été postées depuis Toulon, excluant tout départ volontaire à l’étranger. Ils soupçonnent un autre crime de la part de Proot, qui a voulu les piéger avec une mise en scène d’accident,,.
Le 15 avril 1994, les policiers entament de fouilles au domicile de Proot, à Saint-Thomas-de-Conac. Celui-ci est extrait de la Maison d’arrêt de Gradignan pour y assister. Au sein du jardin, les enquêteurs découvrent un hameau de terre fraîchement retourné, mettant en valeur une activité récente sur le terrain. Alors qu’ils commencent à creuser, Proot lâche timidement une phrase dans laquelle il dit être « fichu ». Les policiers lui demandent de répéter, mais Proot s’y refuse. Nerveux à l’idée de retrouver le corps, Proot tente de s’enfuir, mais est rattrapé par les policiers. Après plusieurs mètres de creusage, est découvert un corps en état de décomposition avancée, qui laisse peu de doute quant à son identité : il sera confirmé qu’il s’agit de corps de Françoise Brissaud-Desmaillets. À la suite de cette découverte, Proot est de nouveau mis en examen pour assassinat et reconduit au Centre pénitentiaire de Bordeaux-Gradignan. Les experts sont consternés de voir la composition du nœud pour étrangler la victime, qui est le même que celui-ci du meurtre de Paul Bail, quatorze années plus tôt,,,,,.
À l’été 1994, Proot envoie plusieurs lettres, depuis sa cellule, dans lesquelles ils faits passer ses crimes pour des assassinats politiques, lui étant destinés, pour se venger du meurtre de Bail, en 1980. Il commet toutefois une erreur dans le nom du réseau, en l’appelant « Glavio » au lieu de Gladio. Cette démarche ne convainc personne et ne cesse d’aggraver sa culpabilité,,.
Dans la matinée du 2 juin 1995, Proot tente de s’évader de la Maison d’arrêt de Gradignan, en compagnie de deux autres détenus, Éric Pendaux et Alain Brard. Les trois détenus frappent et séquestrent deux surveillants et mettent en place des explosifs. Ils font également ouvrir plusieurs cellules de la prison, dont celle de François Besse ; celui-ci refusera de les suivre dans leur plan. Alertés par la levée d’écrou de plusieurs détenus, des gardiens s’interposent et les empêchent de s’évader. À la suite de cela, ceux-ci se rendent dans la salle où sont séquestrés les deux surveillants et parviennent à maîtriser Proot, Pendaux et Brard. Les trois détenus sont mis en examen pour séquestration et tentative d’évasion. Pour ces faits, Proot est condamné à 7 ans de réclusion criminelle,,,.

### Procès et condamnation
Le 25 septembre 1996, débute le procès de Proot, devant la Cour d’assises de Saintes, pour les assassinats de Françoise Brissaud-Desmaillets et de Blanche Vicherat. Il est désormais âgé de 43 ans,,,,.
Lors de son arrivée dans le box, l’accusé dit ne se souvenir de rien et se prétend amnésique. Il affirme que Françoise est la seule femme ayant compté dans sa vie et qu’il n’aurait jamais pu la tuer. En ce qui concerne Blanche, Proot explique avoir été chez la victime, l’après-midi de la disparition, mais nie être l’auteur de son assassinat. Lors du procès, sont présentées les tentatives infructueuses de Proot pour échapper à la justice : les fausses lettres et l’évasion. Ses arguments d’innocence ne convainquent personne et enfoncent sa culpabilité. Au terme du procès, l’avocate générale requiert une peine de réclusion criminelle à perpétuité, en fixant une période de sûreté à 20 ans, estimant que l’accusé présente un risque de récidive avéré,,,,.
Le 27 septembre 1996, Proot est finalement condamné à réclusion criminelle à perpétuité, sans période de sûreté ; ce qui constitue une période de sûreté de 15 ans,,,,.

### Nouvelle tentative d’évasion
À l’aube du 24 décembre 2007, Proot tente de s’évader du Centre de détention de Muret, en compagnie d’El-Hadi Arbouch, un codétenu incarcéré pour un braquage ayant entraîné la mort. Par l'intermédiaire d'autres prisonniers, les deux détenus scient les barreaux de leur cellule, à l’aide de disqueuses de maquettiste, puis sortent dans la cour. Bien qu'il fasse encore nuit, quelques gardiens sont de permanence et surprennent les deux fuyards. Les fonctionnaires pénitentiaires les interpellent, avant qu'ils ne sortent de la prison,,.
Le lendemain des faits, Proot, 54 ans, et Arbouch, 46 ans, sont mis en examen pour tentative d’évasion puis transférés dans une prison plus sécurisée,.
Ils comparaissent le 4 janvier 2008, devant le tribunal correctionnel pour ces faits. L’enquête permet d’établir que cette tentative d’évasion était minutieusement préparée, depuis plus de six mois. Les deux détenus sont condamnés à purger six et neuf mois supplémentaires.

### Vie en prison
Libérable depuis 2009, Proot est toujours détenu à cette date. En prenant en compte sa première incarcération, entre 1980 et 1988, il a déjà passé près de 40 ans en détention.